# Glüsing
Glüsing là một đô thị thuộc huyện Dithmarschen, trong bang Schleswig-Holstein, nước Đức. Đô thị Glüsing có diện tích 4,69 km², dân số thời điểm 31 tháng 12 năm 2006 là 107 người.